# 허비 클레클리
허비 M. 클레클리(Hervey Milton Cleckley 1903 – 1984년 1월 28일)는 정신병 분야의 미국 정신과 의사이자 심리학분야의 개척자이다. 1941년에 처음 출판되어 1980년대까지 개정된 그의 저작물 '정신의 마스크'(The Mask of Sanity,정신의 가면)는 20세기에 정신병에 대한 가장 영향력있는 임상적 설명을 제공했다. '정신의 가면'이라는 용어는 정신병자가 정상적이고 심지어 매력적으로 보일 수 있지만 '가면'은 정신 장애를 은폐한다는 클레클리(Cleckley)의 연구에서 파생되었다. 그의 사망 당시, 클레클리(Cleckley)는 여성 환자에 대한 생생한 사례 연구로 더 잘 기억되어 1956년에 책으로 출판되어 1957년에는 영화 '이브의 세 얼굴'(The Three Faces of Eve)로 각색된바있다. 다중 성격 장애에 대한 논란의 여지가있는 이 진단이 미국에서 대중화되었다. 정신병의 개념은 반사회적 인격 장애(ASPD) 그리고 대중적 인식에서 심리학적 진단으로 사이코패스체크리스트(PCL)가 그 일부를 형성하도록 영향을 줌으로써 그의 업적이 평가받는다.

## 같이 보기
- 소시오패스